# Rhizosmilia multipaliferus
Rhizosmilia multipaliferus är en korallart som beskrevs av Stephen D. Cairns 1998. Rhizosmilia multipaliferus ingår i släktet Rhizosmilia och familjen Caryophylliidae.
Artens utbredningsområde är Indiska oceanen. Inga underarter finns listade i Catalogue of Life.